# Deileptenia argillacearia
Deileptenia argillacearia là một loài bướm đêm trong họ Geometridae.